# Tipula maderensis
Tipula maderensis är en tvåvingeart som beskrevs av Gelhaus 2005. Tipula maderensis ingår i släktet Tipula och familjen storharkrankar. Inga underarter finns listade i Catalogue of Life.